# Erwin Baur

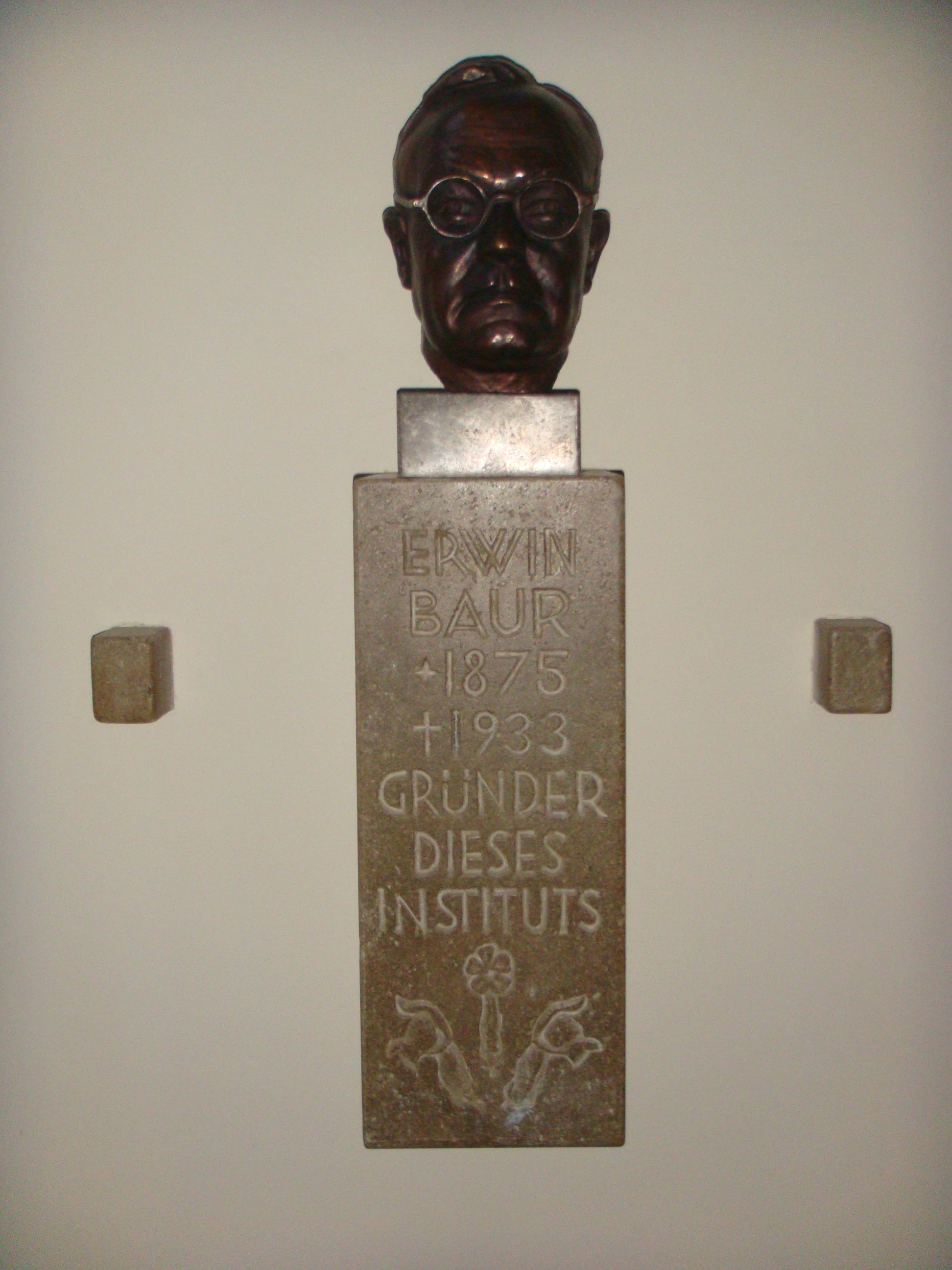
Popiersie i tablica upamiętniająca Erwina Baura w Münchebergu

Erwin Baur (ur. 1875, zm. 1933) – niemiecki genetyk i botanik. Jest twórcą nowych odmian roślin uprawnych. Założył hodowlany instytut naukowo-badawczy w Münchebergu. Był profesorem wyższej szkoły rolniczej w Berlinie. W 1908 roku jako pierwszy wykazał mutację letalną u roślin na przykładzie wyżlinu.